# 水鸣镇
水鸣镇，是中华人民共和国广西壮族自治区玉林市博白县下辖的一个乡镇级行政单位。

## 行政区划
水鸣镇下辖以下地区：
西垌村、西圹村、新和村、联合村、水鸣村、黎旺村、合光村、大光村、江正村、平江村、龙利村、大岭村、上庄村、上包村、双桂村和新丰村。